# درنباخ (زودلیشه واینشتراسه)

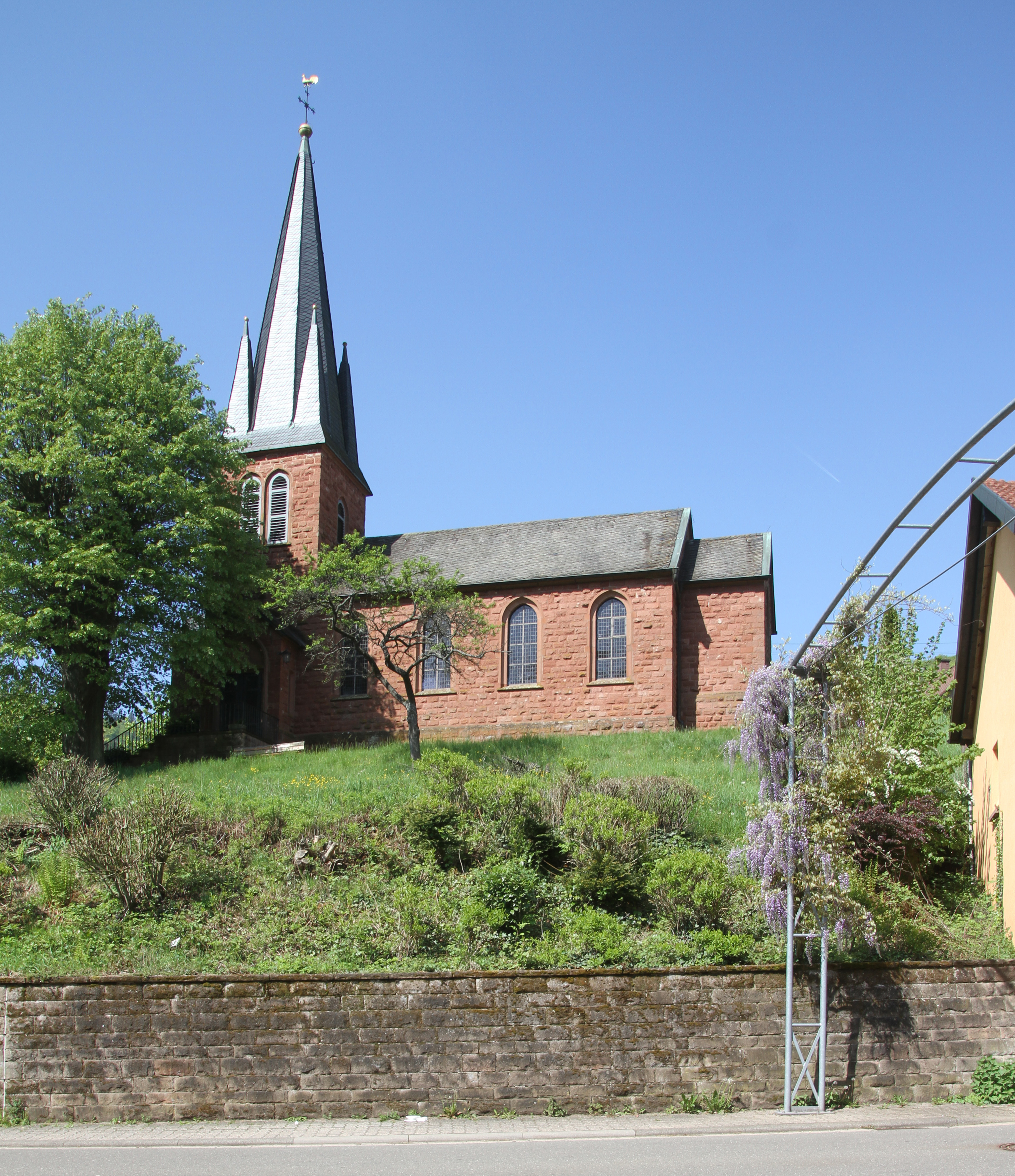

درنباخ (به آلمانی: Dernbach) یک شهر در آلمان است که در زودلیشه واینشتراسه واقع شده‌است. درنباخ ۴۷۱ نفر جمعیت دارد.